# St. Johann Baptist (Schwedelbach)

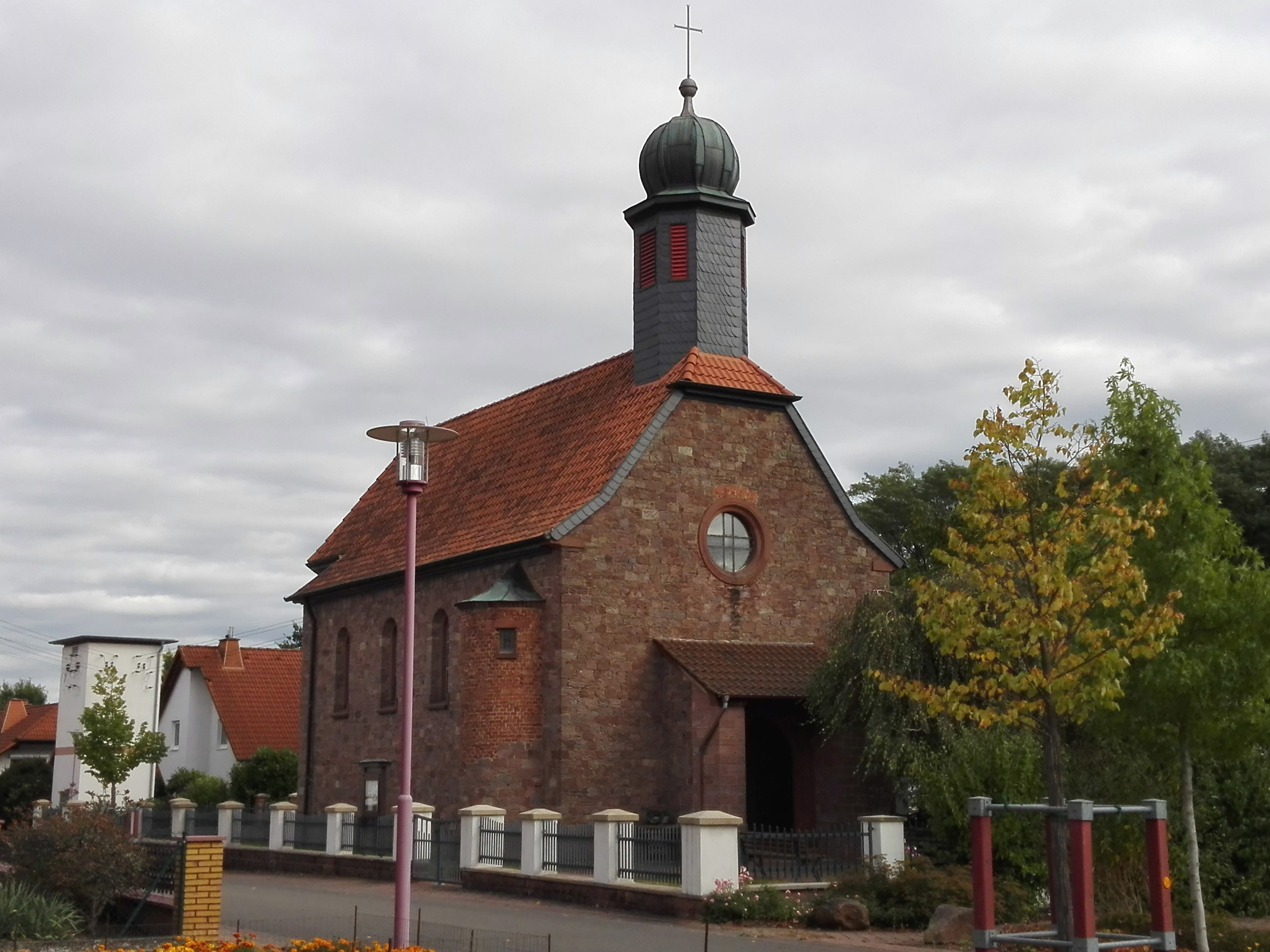
Schwedelbach Katholische Kirche St. Johann Baptist (2016)

Die römisch-katholische St. Johanneskirche in Schwedelbach bei Kaiserslautern ist ein Gotteshaus mit Pfarrheim, welches 1930 eingeweiht wurde. Sie gehört zur Pfarrei Mariä Himmelfahrt Otterberg im Bistum Speyer und steht unter Denkmalschutz.

## Geschichte
Gegen Ende des 17. Jahrhunderts kam Schwedelbach zu der neu errichteten Pfarrei Weilerbach. Da der sonntägliche Weg in die Nachbargemeinde beschwerlich war, kam bald der Wunsch nach einem eigenen Gotteshaus auf. Im Jahr 1926 stellten drei Schwestern, die in New York lebten, ihr Schwedelbacher Haus für Gottesdienste zur Verfügung. Zwei Jahre später 1928 gründeten die katholischen Gemeindeglieder eine Kirchenstiftung. Ein Bauer schenkte der Gemeinde einen Bauplatz. Der Bau nach den Plänen von Architekt Hans Seeberger sollte rund 30 000 Mark kosten, von denen zwei Drittel von Spendern aus den Vereinigen Staaten zugesichert wurden. Im Dezember 1929 erfolgte der erste Spatenstich, im April 1930 die Grundsteinlegung, im Juli stand bereits der Rohbau. Im November 1930 konnte man die Einweihung der St. Johanneskirche feiern.
Im Jahr 1980 wurde der alte Hochaltar zu einem schlichteren Volksaltar umgebaut. Im Jahr 2005 wurde die Kirche im Innenraum neu gestaltet.

## Architektur

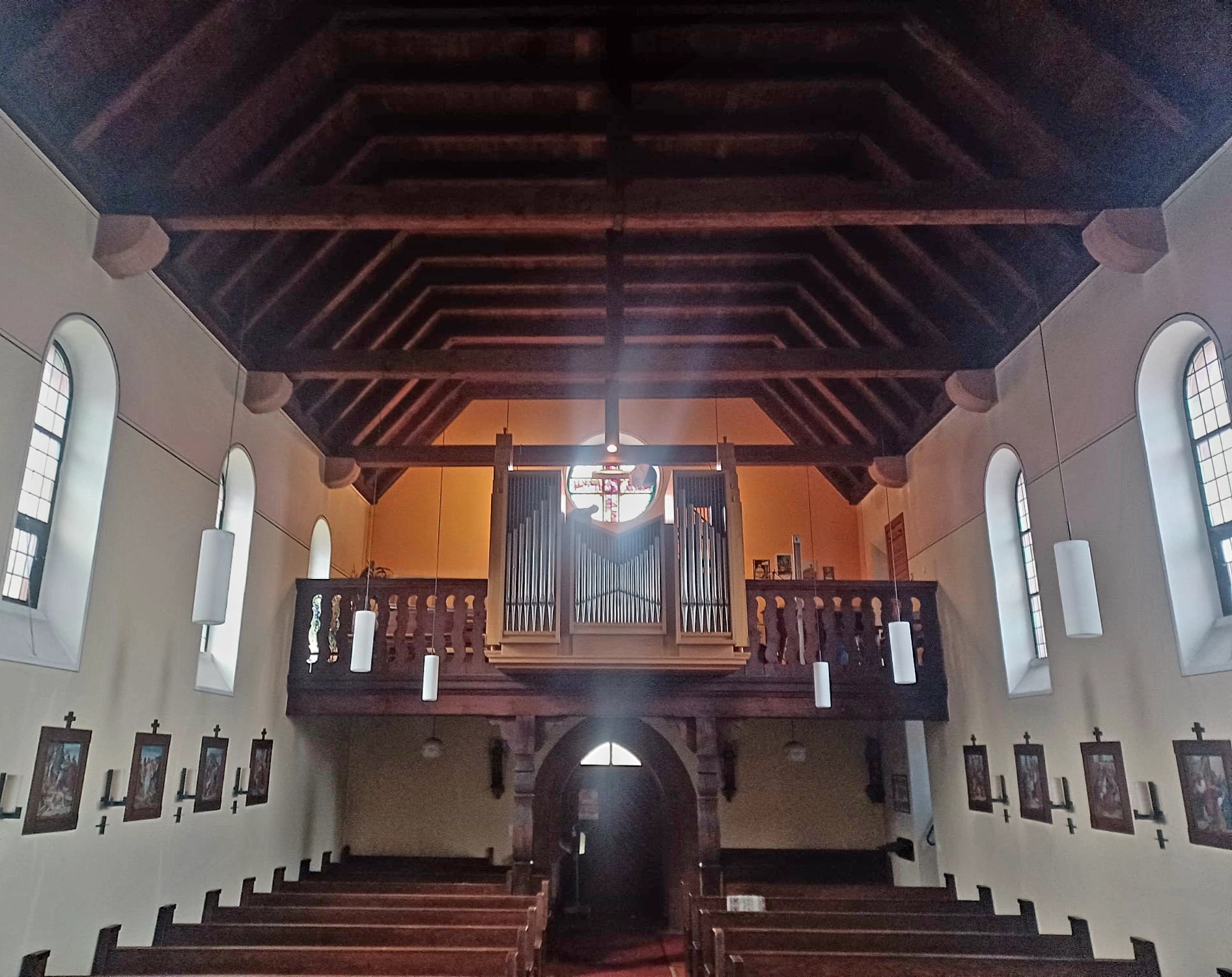
Blick vom Chor ins Kirchenschiff mit der Orgelempore

Die kleine Saalkirche aus Sandstein wird über der Eingangsseite von einem Dachreiter mit einem schiefergedeckten, zwiebelförmigen Abschluss gekrönt. Der Baukörper ist hoch und schmal ausgeführt. Im Inneren führen drei Stufen zum ⅝-Chor, in welchem ein Fenster mit dem Kirchenpatron Johannes der Täufer zu sehen ist.

## Ausstattung
Der Steinaltar wird von einem großen Kruzifixus überragt. An den Wänden stehen vier Heiligenfiguren auf Konsolen. Auf der rechten Seite des Chores steht ein Taufbecken, auf der linken eine Muttergottesstatue.
Im Jahr 1951 bekam die Kirche zwei Glocken („Ave Maria“ und „St. Joseph“), die von der Firma Hamm in Frankenthal gegossen worden waren und von Bischof Joseph Wendel geweiht wurden. Im Jahr 1987 wurde eine Orgel mit sieben Registern der Firma Zimnol installiert.
Der Kirche angegliedert ist ein Pfarrhaus, das von 1952 bis 1964 einen Kuraten beherbergte.